# Vincent Price
Vincent Leonard Price Jr. (St. Louis, 27 de maio de 1911 — Los Angeles, 25 de outubro de 1993) foi um ator, escritor, dublador e narrador norte-americano.

## Vida
Nascido no Missouri, Price veio de uma família rica, cercada por um ambiente cultural acima dos padrões e envolta em tradições antigas à moda europeia. Seu pai era presidente da National Candy Company, uma grande fábrica de doces, o que lhe possibilitou uma educação nas melhores escolas. Cursou História e Belas-Artes na Universidade de Yale, despertando-lhe interesse pelo teatro, tornando-se ator profissional em 1935.
No final da década de 1930 passou ao cinema, onde ficou mundialmente conhecido por contracenar em filmes de suspense e terror, o que lhe rendeu a alcunha de "Mestre do Macabro" Teve uma longa trajetória, atuando em muitos clássicos.
Price fez divertidas brincadeiras com a própria carreira, numa autoparódia. Em 1975, participou do disco Welcome to My Nightmare, do cantor Alice Cooper, fã do ator, ao gravar uma narração para a faixa The Black Widow. Também atuou no especial de TV de Alice Cooper, inspirado nas letras do disco.

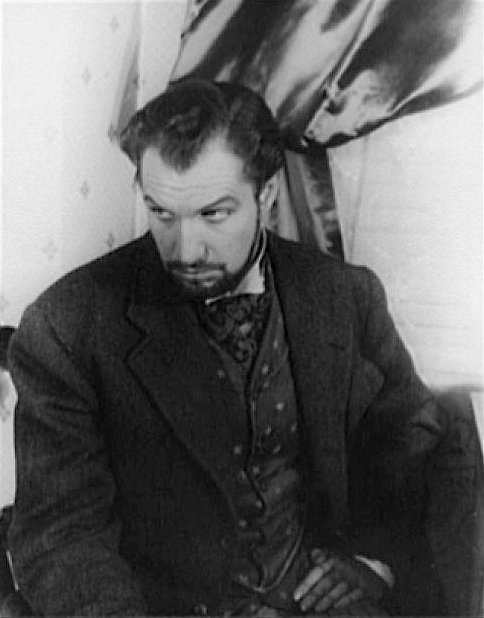
Vincent Price em cena (1942).

Na década de 1980 destacou-se na "A Mansão da Meia-Noite" (também chamado de A Casa das Sombras) (1983), que reuniu Peter Cushing, John Carradine e Christopher Lee. Este filme, repleto de clichês e situações previsíveis, na verdade foi uma espécie de homenagem a esses atores que são a própria história do género horror no cinema, única produção a reunir o quarteto.
Participou também como narrador de vários filmes, seriados e curtas, como em The Devil's Triangle (documentário) (1974), Faerie Tale Theatre (1982), Vincent (1982) Os 13 Fantasmas do Scooby-Doo (1985) e Tiny Toon Adventures (1991).
Em Vincent, realizada por Tim Burton, Price é o narrador do curta-metragem que conta a história de um rapaz chamado Vincent, e que deseja ser como Vincent Price. Já na série em desenho Os 13 Fantasmas de Scooby-Doo, o seu personagem, Vincent Van Ghoul, uma paródia do próprio Vincent Price, aparece em todos os episódios da série ajudando Scooby-Doo e toda a turma a recapturar 13 monstros lendários.
Em 1984 participou em dois episódios da série "O Teatro dos Contos de Fada", de Shelley Duvall: "Branca de Neve e os Sete Anões", como narrador e ator, interpretando o espelho mágico; e "O Menino que Saiu de Casa para Saber o que era o Medo", como narrador.
Em 1986 fez a voz do vilão Professor Ratagão, no filme de animação de longa-metragem O Ratinho Detetive, da Disney. O ator também interpreta algumas das canções do filme, compostas por ele próprio.
Outro grande papel em sua carreira foi o do vilão Cabeça de Ovo/Egghead; no seriado sessentista do Batman.
Seu último filme foi Edward Mãos de Tesoura (1990), onde contracenou com Johnny Depp.
Três anos depois, já com 82 anos, veio a falecer de cancro de pulmão.

## Homenagens
Ainda em vida, o ator foi laureado com o prêmio especial dedicado ao conjunto de sua obra e a sua contribuição ao cinema de Terror e Fantasia, em dois dos mais importantes festivais do gênero: o Academy of Science Fiction, Fantasy & Horror Films, em 1986, e o Fantasporto, em 1984.
O ator possui duas estrelas na Calçada da Fama, em Hollywood; uma dedicada aos seus trabalhos na TV (At 6501 Hollywood Blvd.), e a outra aos seus trabalhos no cinema (At 6201 Hollywood Blvd.).

## Música
Nos anos 80, ficou conhecido do grande público por conta de uma participação muito especial no mundo da música: Ao fechar a canção  Thriller, de Michael Jackson.
Price foi alvo de homenagem de vários músicos e bandas, como a do  trio de blues rock norte-americano ZZ Top, no álbum Rhythmeen: Vincent Price Blues; da banda de horror punk norte-americana Misfits, no álbum Static Age: Return of the Fly; do Wednesday 13, com uma canção no álbum Transylvania 90210: The Ghost of Vincent Price.
Os filmes The Abominable Dr. Phibes (1971) e House of Wax (1953) inspiraram o nome da banda de rock psicodélico inglesa Dr. Phibes and the House of Wax Equations.

## Filmografia parcial
- "Meu Reino por um Amor" (1939),
- "O Filho dos Deuses" (1940),
- "The House of the Seven Gables" (1940),
- "A Canção de Bernadette" (1943),
- "Laura" (1944),
- "Wilson" (1944),
- "As Chaves do Reino" (1944),
- "Amar foi Minha Ruína" (1945)
- "A Royal Scandal" (1945)
- "O Solar de Dragonwyck" (1946),
- "Choque" (1946),
- "Noite Eterna" (1947),
- "Os Três Mosqueteiros" (1948),
- "The Bribe" (1949)
- "Bagdad" (1949),
- "Champagne for Caesar" (1950),
- "Seu Tipo de Mulher" (1951),
- "The Las Vegas Story", (1952),
- "Museu de Cera" (1953),
- "Os Dez Mandamentos" (1956),
- "No Silêncio de uma Cidade" (1956) dirigido por Fritz Lang,
- "A História da Humanidade" (1957),
- "A Mosca da Cabeça Branca" (1958),
- "O Monstro de Mil Olhos" (1959),
- "Força Diabólica" (1959),
- "A Mansão do Morcego" (1959),
- "A Casa dos Maus Espíritos" (1959),
- "Nefertiti, a Rainha do Nilo" (1961),
- "Robur, o Conquistador do Mundo" (1961),
- "A Torre de Londres" (1962),
- "Twice-Told Tales" (também chamado de Contos de Terror) (1963),
- "The Haunted Palace" (também chamado de O Castelo Assombrado) (1963)",
- "Diary of a Mad Man" (1963),
- "The Last Man on Earth" (1964),
- "The Comedy of Terrors" (também conhecido como The Comedy of Terrors) (1964),
- "War Gods of the Deep" (1965),
- "Witchfinder General" (1968),
- "The Oblong Box" (1969)
- House of the Long Shadows (1983)

Vincent Price também estrelou o criativo ciclo de adaptações de obras de Edgar Allan Poe dirigidas por Roger Corman, na década de 1960:
- "House of Usher" (também chamado de A Queda da Casa de Usher) (1960),
- "The Pit and the Pendulum" (1961),
- "Muralhas do Pavor" (1962),
- "The Raven" (1963),
- "The Masque of the Red Death" (também conhecido como A Máscara Mortal) (1964),
- "The Tomb of Ligeia" (também chamado de A Tumba de Ligeia) (1964)

Nota:The Haunted Palace (1963) também é citado como do ciclo das obras de Poe devido ao título retirado de um de seus poemas mas o roteiro é baseado em H. P. Lovecraft.
Nos anos 70, porém, surgiram mais algumas obras que tornaram sua filmografia ainda mais rica, como
- "O Uivo da Bruxa" (1970),
- "Grite, Grite Outra Vez!" (1970),
- "O Abominável Dr. Phibes" (1971),
- "A Câmara de Horrores do Abominável Dr. Phibes" (1972),
- "As Sete Máscaras da Morte" (também conhecido como Teatro da Morte) (1973),
- "A Casa do Terror" (1974), (ao lado de Peter Cushing)